# Ryan Newman
Ryan Whitney Newman, també anomenada Ryry, (Manhattan Beach, 24 d'abril de 1998) és una actriu estatunidenca més coneguda pel seu paper com Cindy Collins en la pel·lícula de comèdia i acció Zoom i els superherois al costat de Tim Allen i Courteney Cox el 2006.

## Biografia
Newman va néixer el 24 d'abril de 1998 a Manhattan Beach, Califòrnia. La seva millor amiga és Noah Cyrus. Ryan Newman és potser més coneguda pel seu paper en la comèdia d'acció Zoom. A la pel·lícula ella és Cindy Collins, una nena de sis anys amb súper força que està tractant de salvar el món. A la comèdia, Ryan va estar al costat de Tim Allen, Courtney Cox, i Chevy Chase. El 2007, va ser nominada per a un Premi Jove Artista. La jove Ryan Newman té la distinció de ser l'actriu més jove en actuar en l'any 2006 a la pel·lícula d'animació Monster House dirigida per Robert Zemeckis i Steven Spielberg. En aquest film, tres nens descobreixen la veritat darrere d'un esgarrifós i misteriosa casa. Entre d'altres, Newman era part d'un elenc compilat de Steve Buscemi, Nick Cannon, Maggie Gyllenhaal, Kevin James, Jason Lee i Catherine O'Hara. A més de pel·lícules, Newman s'ha vist en dos episodis de Hannah Montana com la jove Miley Stewart. Ha treballat amb Billy Ray Cyrus i Brooke Shields. La seva última pel·lícula és una comèdia editada el 2008 anomenada Lower Learning amb Jason Biggs.
Newman es troba actualment treballant per a la nova sèrie de Disney XD anomenada Zeke & Luther, espectacle en què ella exerceix el rol de Ginger Thatcher. Actualment resideix al sud de Califòrnia amb els seus pares i germana gran, Jessica, també ha anat a l'Argentina diverses vegades. Actualment té més de cent clubs de fans només a Amèrica. Ha participat en diverses pel·lícules com a extra.

## Filmografia
- Monster House (2006)
- Zoom (2006)
- Lower Learning (2008)
- It Beverly Marsh (2011)

## Televisió
- Hannah Montana (2007)
- Zeke & Luther (2009)
- Good Luck Charlie (2010)